# Lac du Flambeau-CDP
Lac du Flambeau-CDP est une zone faiblement habitée, appelé census-designated place. Ce territoire est situé dans le faubourg de la ville de Lac du Flambeau. il est majoritairement habité par les Amérindiens Ojibwés.
Au recensement de 2000, la population s'élevait à 1646 personnes. 
Le Bureau du recensement des États-Unis indique une superficie de 20 km² pour cette ville.
Son nom de lac au Flambeau lui fut donné par les explorateurs français et coureurs des bois canadiens-français quand ils arpentaient cette région septentrionale de la Louisiane française et des Grands Lacs, à l'époque de la Nouvelle-France, en raison des habitudes locales des Amérindiens qui portaient des torches. Ce nom fut donné à la rivière Flambeau qui coule à proximité.